# 严家湖
严家湖是一个位于中国湖北省鄂州县的湖泊，面积约为10平方千米。